# Alaninaminotransferas

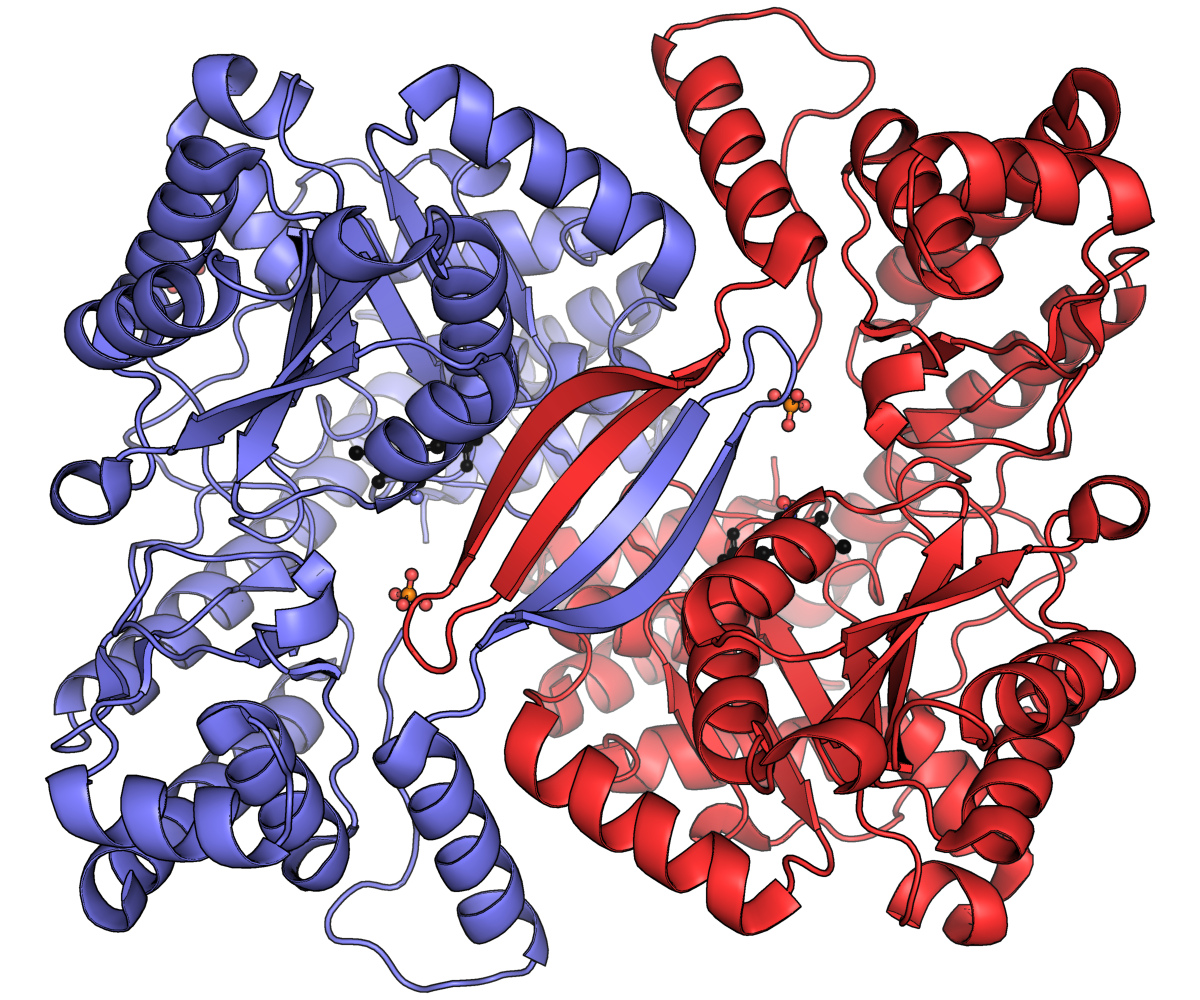
Humant alanintransaminas 2-homodimer bundet till PLP.

Alaninaminotransferas (förkortat ALAT, internationellt ALT) är ett transaminasenzym (EC 2.6.1.2) som först karakteriserades i mitten av 1950-talet av Arthur Karmen et al. Det har som uppgift att katalysera överföringen av en aminogrupp från alanin till en ketosyra och är ett enzym som används som klinisk markör för att diagnostisera leversjukdomar. Serum-ALAT-nivå, serum-AST (aspartattransaminas)-nivå och deras förhållande (AST/ALT-kvot) mäts rutinmässigt kliniskt som biomarkörer för leverhälsa.
ALAT finns i leverceller och i liten mängd i blodet. Till skillnad från ASAT så finns ALAT bara i cytoplasman hos leverceller varför värdet kan vara lägre vid leverskada än vid provtagning av ASAT. Virushepatit orsakar mycket höga ALAT-värden. Mängden ALAT i blodet halveras på ungefär 47 timmar. Aminotransferas elimineras av sinusformade celler i levern.

## Funktioner
ALT katalyserar överföringen av en aminogrupp från L-alanin till α-ketoglutarat, produkterna av denna reversibla transamineringsreaktion är pyruvat och L-glutamat.
L-alanin + α-ketoglutarat ⇌ pyruvat + L-glutamat

ALT (och alla aminotransferaser) kräver koenzym pyridoxalfosfat, som omvandlas till pyridoxamin i den första fasen av reaktionen, när en aminosyra omvandlas till en ketosyra.

## Klinisk betydelse
ALAT mäts vanligtvis kliniskt som en del av leverfunktionstester och är en del av ASAT/ALAT-förhållandet. När det används i diagnostik mäts det nästan alltid i internationella enheter/liter (IE/l) eller μkat. Medan källorna varierar på specifika referensintervallsvärden för patienter, är 0-40 IE/l standardreferensintervallet för experimentella studier.

### Förhöjda nivåer
Testresultat ska alltid tolkas med referensintervallet från det laboratorium som producerade resultatet. Men typiska referensintervall för ALT är:
| Patienttyp | Referensintervall |
| Man        | ≤ 45 IE/l         |
| Kvinna     | ≤ 34 IE/l         |

Signifikant förhöjda nivåer av ALT (SGPT) tyder ofta på förekomst av andra medicinska problem såsom viral hepatit, diabetes, kronisk hjärtsvikt, leverskada, gallgångsproblem, infektiös mononukleos eller myopati, så ALT används ofta som ett sätt att screena för leverproblem. Förhöjd ALT kan också orsakas av kolinbrist i kosten. Men förhöjda nivåer av ALT betyder inte automatiskt att det finns medicinska problem. Fluktuationer av ALT-nivåer är normala under dagen, och de kan också öka som svar på ansträngande fysisk träning.
När förhöjda ALT-nivåer hittas i blodet kan de möjliga bakomliggande orsakerna avgränsas ytterligare genom att mäta andra enzymer. Till exempel kan förhöjda ALAT-nivåer på grund av hepatocytskador särskiljas från gallgångsproblem genom att mäta alkaliskt fosfatas. Myopati-relaterade förhöjningar av ALAT bör också misstänkas när aspartattransaminas (ASAT) är större än ALAT. Möjligheten av muskelsjukdom som orsakar förhöjda levertester kan undersökas ytterligare genom att mäta muskelenzymer, som kreatinkinas. Många läkemedel kan höja ALAT-nivåerna, som zileuton, omega-3-syraetylestrar (Lovaza), antiinflammatoriska läkemedel, antibiotika, kolesterolmediciner, vissa antipsykotika som risperidon och antikonvulsiva medel. Paracetamol (acetaminofen) kan också höja ALAT-nivåerna.
I åratal använde amerikanska Röda Korset ALT-testning som en del av testbatteriet för att säkerställa säkerheten för dess blodtillförsel genom att skjuta upp donatorer med förhöjda ALT-nivåer. Avsikten var att identifiera donatorer potentiellt infekterade med hepatit C eftersom inget specifikt test för den sjukdomen var tillgängligt vid den tiden. Före juli 1992 utfördes inte omfattande blodgivningstester i USA för hepatit C av stora blodbanker. Med introduktionen av andra generationens ELISA-antikroppstester för hepatit C ändrade Röda Korset ALT-policyn. Sedan juli 2003 kan givare som tidigare diskvalificerats på grund av förhöjda ALT-nivåer och ingen annan anledning återinföras som givare när de kontaktar donatorrådgivningsavdelningen i sin regionala Röda Kors-organisation.
År 2000 fastställde American Association for Clinical Chemistry att den lämpliga terminologin för ASAT och ALAT är aspartataminotransferas och alaninaminotransferas. Termen transaminas är föråldrad och används inte längre vid leversjukdom.

## Låg ALT
Låg plasma-ALAT kan vara en markör för låg muskelmassa och är förknippat med skörhet, sarkopeni, funktionshinder samt ökad dödlighet hos den äldre befolkningen. Hos patienter med inflammatorisk tarmsjukdom är låg AAT tecken på en mer aktiv sjukdom.